# 드래곤 퀘스트 히어로즈: 암룡과 세계수의 성
드래곤 퀘스트 히어로즈: 암룡과 세계수의 성(일본어: ドラゴンクエストヒーローズ 闇竜と世界樹の城, Dragon Quest Heroes: The World Tree's Woe and the Blight Below)은 오메가 포스가 개발하고 스퀘어 에닉스가 배급한 핵 앤드 슬래시 게임이다. 플레이스테이션 3와 플레이스테이션 4용으로 2015년 2월 일본에서 출시되었으며 북아메리카와 오스트레일리아, 유럽에서는 플레이스테이션 4 전용으로 2015년 10월 출시되었다. 나중에 2015년 12월에 마이크로소프트 윈도우용으로 출시되었다. 이 게임은 2016년 5월 중 일본에서 출시된 후속작 드래곤 퀘스트 히어로즈 II : 쌍둥이 왕과 예언의 끝과 더불어 대체로 긍정적인 평가를 받았다. 드래곤 퀘스트 히어로즈는 나중에 일본에서 닌텐도 스위치용 컴필레이션에서 후속작과 함께 출시된다.

## 평가
| 평가 |                        |
| --- | ---------------------- |
| 통합 점수 통합사 점수 메타크리틱 PS4: 77/100 [ 6 ] PC: 73/100 [ 7 ] 평론 점수 평론사 점수 패미츠 35/40 [ 8 ] |                        |
| 통합 점수 |                        |
| 통합사 | 점수                   |
| 메타크리틱                                                                                                   | PS4: 77/100 PC: 73/100 |
| 평론 점수 |                        |
| 평론사 | 점수                   |
| 패미츠 | 35/40                  |